# Colpochila picta
Colpochila picta är en skalbaggsart som beskrevs av Britton 1986. Colpochila picta ingår i släktet Colpochila och familjen Melolonthidae. Inga underarter finns listade i Catalogue of Life.